# Парк «Мемориал Победы» (Улан-Удэ)
Парк «Мемориал Победы» — парк в Советском районе города Улан-Удэ, расположен на склоне террасы, окаймляющей низменную часть центра Улан-Удэ.

## Описание
Парк имеет миндалевидную форму и вытянут с северо-запада на юго-восток. Северо-восточная сторона ограничена проспектом Победы, юго-западная — улицей Балтахинова, южная — улицей Куйбышева.
Парк «Мемориал Победы» является одним из главных парков Улан-Удэ, и главным парком Советского района, где 9 мая проходят различные мероприятия.
На территории парка находится архитектурный ансамбль, состоящий памятника-танка Т-34-85, переданного командованием Улан-Удэнского гарнизона, и установленного 5 ноября 1967 г., в ансамбль входит барельеф с именами и портретами героев СССР, выходцев из Бурятии, в середине 2000-х годов под барельефом установлен Вечный огонь. С танка и барельефа вниз идёт лестница, ведущая к фонтану «Звезда» и далее на улицу Балтахинова в сторону исторического центра города.
В парке есть несколько мощёных плиткой дорожек в лесистой и открытой частях. Повсюду установлены фонари, скамейки и урны. В нижней части парка расположены автопарковки для посетителей ближайших торгово-развлекательных центров.
Центральная часть парка имеет подпорные стены для предотвращения оползней или обрушения крутых склонов на аллеи и дорожки.

## История
До 2000-х годов в зимнее время в парке устанавливали городскую ёлку с горками и ледяными скульптурами. В начале 2000-х годов парк подвергся реконструкции. Изменили лестницу, которая была разделена надвое в верхней части и сделали единой. В нижнюю часть парка власти города привезли и насыпали огромное количество грунта. К северо-западу от центральной аллеи находился заброшенный пруд, который в конце 2000-х годов разобрали и вместо него сделали зону отдыха. В конце 2000-х на центральной аллее появился фонтан «Звезда», который в 2016 году реконструировали и обрамили в крупную круглую чашу. Вместе с развитием зоны отдыха и строительством фонтана в парке были посажены различные виды деревьев и кустарников. Ближе к 350-летию города Улан-Удэ парк начали засеивать травой.

### Реконструкция парка
В настоящее время состояние парка оценивается как удовлетворительное. В декабре 2023 года здание школы, признанное ветхим, снесено. Также снесён одноэтажный недостроенный объект. На их месте и прилегающей территории в 2024 году обустроена общественная зона парка с амфитеатром, прудом, высаженными саженцами деревьев. Всего обустройство парка обошлось в 88 млн рублей, 8 из которых выделено из казны города. В 2025 году планируется обустройство северо-западной части парка, главным объектом которого будет «парящий мост».

## Памятники
21 декабря 2019 года на улице возле парка «Мемориал Победы» торжественно открыли памятник маршалу Константину Рокоссовскому, восседающему на коне. Памятник отлит из бронзы, летом 2020 года постамент был облицован гранитом.